# 薩摩板敷駅
薩摩板敷駅（さつまいたしきえき）は、鹿児島県枕崎市板敷南町にある、九州旅客鉄道（JR九州）指宿枕崎線の駅である。

## 歴史
- 1963年（昭和38年）10月31日：国鉄指宿枕崎線の駅として開設[1][2]。旅客のみ取りう無人駅[3]。
- 1987年（昭和62年）4月1日：国鉄分割民営化に伴い、JR九州の駅となる[1]。

## 駅構造
単式ホーム1面1線を有する地上駅。
無人駅。駅舎は無く、ホームへ直接入る形となっている。

### のりば
| 番線 | 路線        | 方向 | 行先           |
| ---- | ----------- | ---- | -------------- |
| 1    | ■指宿枕崎線 | 上り | 山川・指宿方面 |
| 1    | ■指宿枕崎線 | 下り | 枕崎方面       |

## 利用状況
- 2015年度の1日平均乗車人員は50人である。駅近隣に鹿児島県立鹿児島水産高等学校があり、主に同校生徒が通学で利用している。

| 年度 | 1日平均 乗車人員 | 1日平均 乗降人員 |
| ---- | ---------------- | ---------------- |
| 2007 | 13               | 26               |
| 2008 | 20               | 41               |
| 2009 | 26               | 52               |
| 2010 | 31               | 62               |
| 2011 | 27               | 56               |
| 2012 | 39               | 78               |
| 2013 | 29               | 58               |
| 2014 | 34               | 68               |
| 2015 | 50               | 102              |

## 駅周辺
国道226号との並行区間にある。付近は田畑が広がるが、駅北側には民家が点在する。鹿児島県立鹿児島水産高等学校は駅南側にある。2009年には同校創立100年を記念して駅前に校門を模したモニュメントが整備され、実際に使用した錨2基が設置された。
- 鹿児島県立鹿児島水産高等学校
- 枕崎なぎさ温泉
- コメリハードアンドグリーン枕崎店
- 国道226号

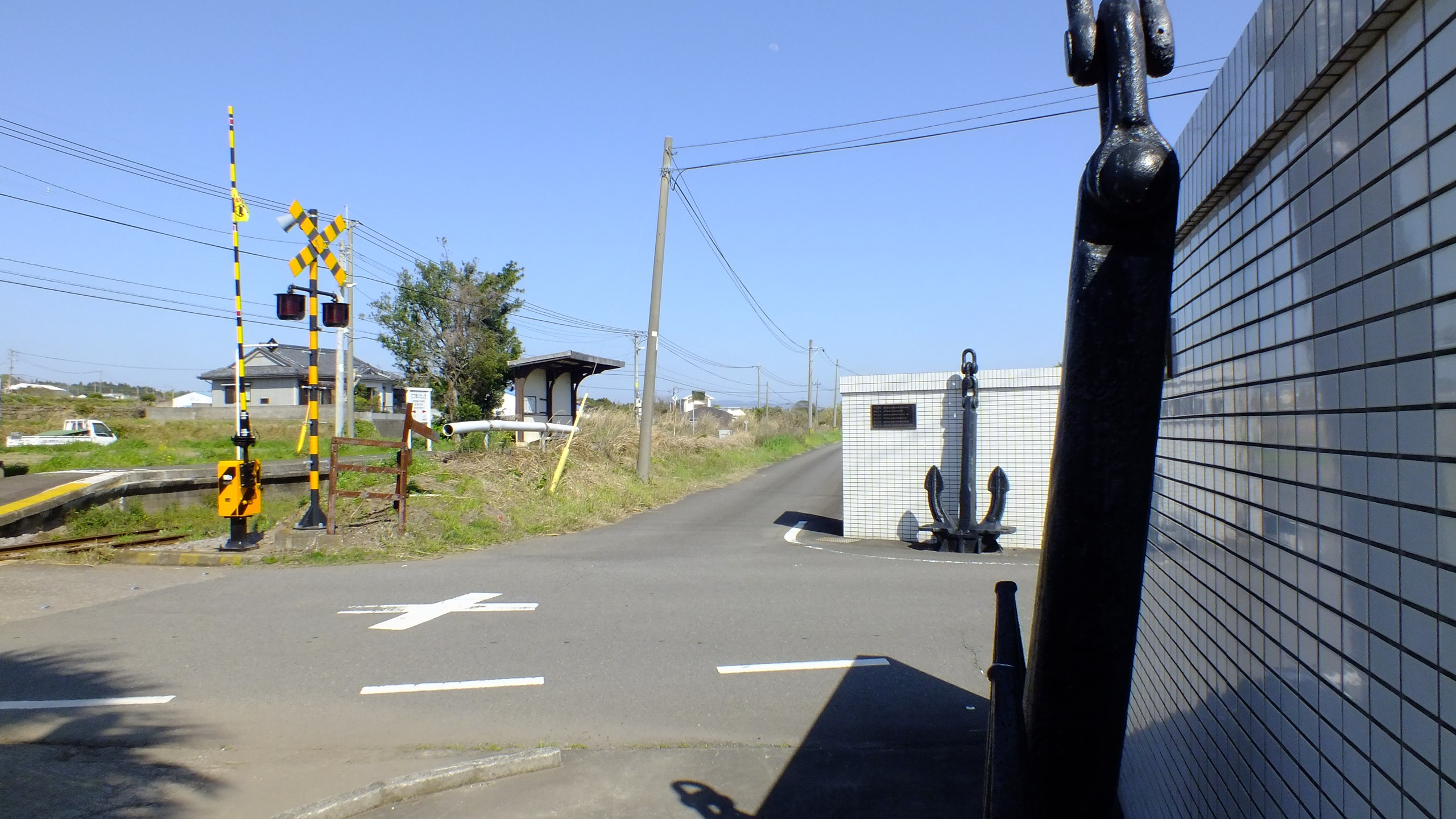
駅前に設置された、鹿児島水産高校の校門を模したモニュメントと錨
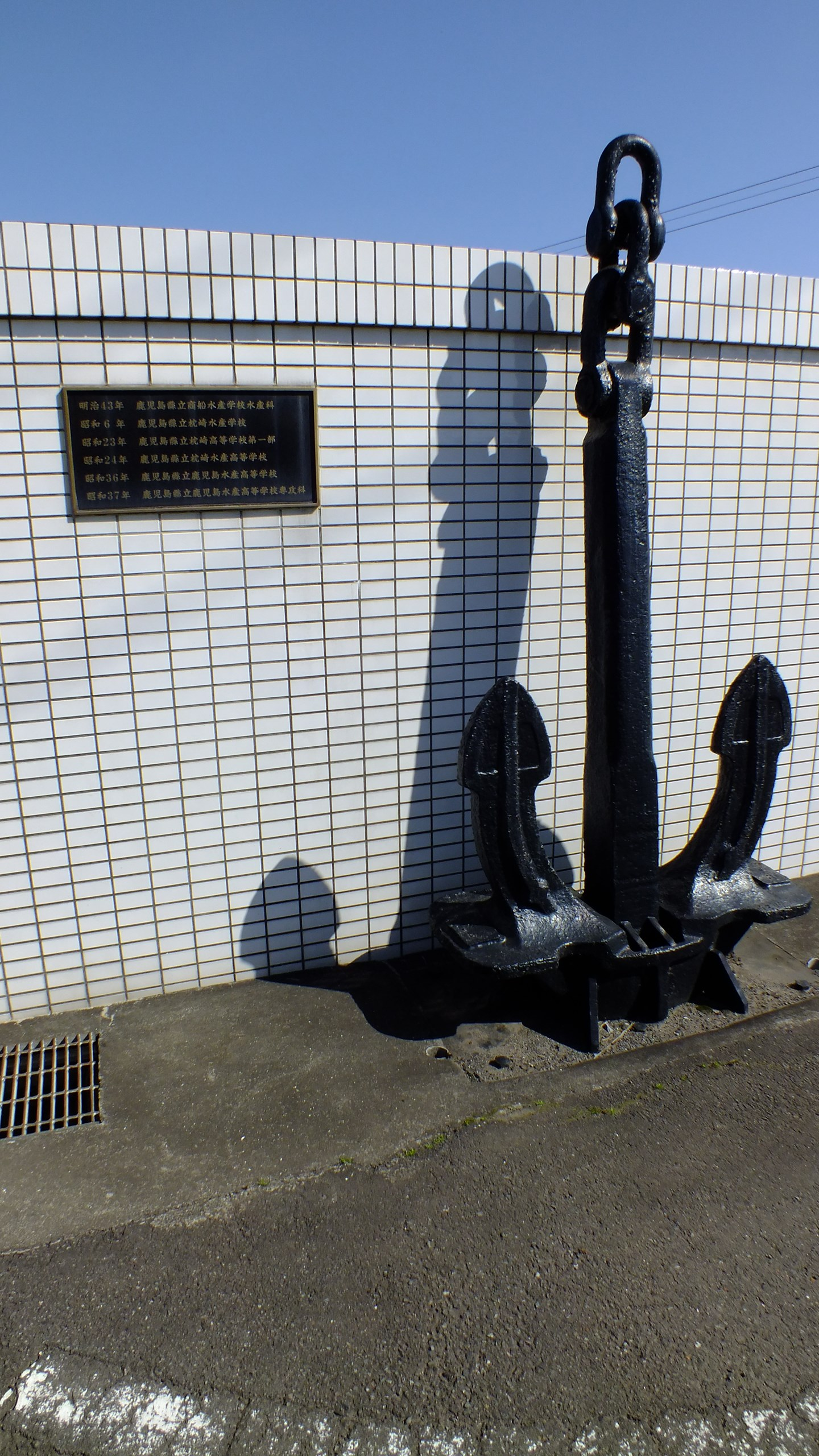
学校の沿革を記したプレートと錨

## 隣の駅
九州旅客鉄道（JR九州）
■指宿枕崎線
■普通
白沢駅 - 薩摩板敷駅 - 枕崎駅